# Port lotniczy Yariguies
Port lotniczy Yariguíes (IATA: EJA, ICAO: SKEJ) – krajowy port lotniczy położony w Barrancabermeja, w Kolumbii.